# 性侵犯
性侵犯是指一个人在未经对方同意的情况下故意性接触的行为，或者强迫或用体力强迫某人从事违背其意愿的性行为。可包括強制性交（包括肛交或口交）、強迫親吻、性骚扰、非禮、性虐待等，露體、窥淫在司法判例上也可能被算是性侵犯。
就法律意义而言，性侵犯在各地司法区域都是触犯了法规，包括香港、美国、加拿大、英格兰和威尔士、爱尔兰、苏格兰等等。法律对性侵犯的定义因司法管辖区域的不同而不同。特定的司法辖区和相关研究常常使用技术性或详细描述方式来定义词汇。在有的地方，例如新南威尔士，性侵犯替代了传统的强奸罪，被定义为非自愿插入式性行为。与此相对的是在其它司法辖区内，犯罪则关注了非插入式性行为。
性侵犯非常普遍，據聯合國的數據，在不計性騷擾的情況下，35%的女性會在一生中的某個時刻受到性或暴力的侵犯，在一些國家，這比例更高達70%；比起未受侵犯的女性，受伴侶侵犯的女性更容易罹患憂鬱症、更可能得到艾滋病、也更可能墮胎；不論年齡、容貌、穿著、性行為是否檢點等等，任何性别的人都可能受到任何性别的人性侵犯。

## 定义
在美国，性侵犯的定义以所处州郡的不同而不同。全美强奸、虐待和性乱交网络将性侵犯定义为“不期望的性接触，包括性接触和抚摸，但還不至於去到强姦或意圖强姦的地步。”
全美犯罪受害人中心称：
|  | 性侵犯的形式包括强奸和强奸未遂，以及不希望的性接触或威胁。通常，当某人出于性目的，未经允许接触对方身体，甚至是衣服时，性侵犯就出现了。 |

## 形式

### 强奸
在法律之外，词汇强奸（“未经当事人许可对其进行侵犯，包括强迫或非自愿性交”）常常可以与性侵犯互换使用，最接近的侵犯形式（但是在许多司法辖区在技术上定义不同）包括强奸和其它非自愿的性活动形式。
阿比等人称女性受害人更容易受到熟人（例如朋友或同事）、约会对象、前男友、丈夫或其它密友的侵犯，而不是完全的陌生人。在医院强奸急救室的研究中，考夫曼等人称男性受害人常受到更大的物理创伤，更容易受到多次侵犯，被囚禁的时间也长。

### 强奸未遂
在英國，强奸未遂被列在《1991年刑法案》第31(1)节中的“性侵犯”裡。
在香港 保險公司前助理經理梁智基,在2007年九月十八日晚首次約會，帶有醉意的事主去其銅鑼灣的辦事處內非禮，包括摸其胸及吻她，更扯開她內褲企圖強姦，被事主推開並即報警，將梁智基拘捕。

### 儿童性虐待
儿童性侵犯通常被认为比成年人性侵犯更加恶劣。这是因为儿童受害人在刻板印象上是天真无辜的存在之故，也是因为侵犯对儿童所造成的心理负面影响时间更长所致。
儿童性侵犯是虐待儿童的一种形式，成人或年纪较大的未成年人会虐待儿童，作为性发泄对象。儿童性侵犯的形式包括要求或逼迫儿童参与性活动(无论结果如何)，将生殖器官以不恰当的方式暴露给孩子看，给他们看色情片，与儿童发生性关系，物理接触儿童的性器官，在没有接触的情况下观看儿童的性器官，使用儿童制作色情片。
儿童性侵犯的后果包括抑郁、创伤后心理压力紧张综合症、焦虑、在成人期时容易再次成为受害人、对儿童造成物理伤害等其它问题。家庭成员实施的儿童性虐待是一种乱伦行为，是儿童性侵犯中最常见的形式，后果更加恶劣，造成长期心理创伤，特别是当家长乱伦的时候。
大约有15%到25%的妇女和5%到15%的男士在童年时受到性虐待。大多数施虐者熟知他们的受害人；约30%的施虐者是儿童的亲属，大多数是兄长、父母亲、姐妹、叔叔或表亲；约60%是其它熟人，如朋友、保姆、邻居；陌生人占儿童性侵犯的约10%。
研究显示，当父母因乱伦而对儿童实施性侵犯时，会造成极其严重的心理伤害。在儿童、未成年人、成人之间的乱伦被证实为儿童性侵犯最常见的形式，对儿童的伤害也最大。通常，儿童性虐待没有得到及时汇报有几点原因：
- 儿童过于年轻，无法用语言描述受害情况
- 他们被施虐者恐吓或收买贿赂
- 他们因恐惧而受到注意而感到困惑
- 他们害怕不被人相信
- 他们感到自责，或认为虐待是一种惩罚
- 他们为施虐者的后果感到内疚[31]

### 老年性侵犯
老年人性侵犯是指对年过六旬的人进行性侵犯，他们大多数身体功能下降、虚弱、需要依赖他人赡养。年过65岁的受害人中只有30%向警方报案。大多数施虐者是赡养人、成年子孙、配偶或其它居住同伴。
老年人受到性侵犯的征兆有阴部撕裂、出血、瘀伤、感染、骨盆受伤、软组织和骨骼损伤。同样，情绪反复无常也是性侵犯的征兆。这些征兆包括异常激动、创伤后心理压力紧张综合症、回避、恐惧、性病、已有病情恶化、失眠、恢复时间过长等。

### 性骚扰
性骚扰是性行为中的恐吓、虐待或胁迫，或以不受欢迎或不合适地许诺奖赏来换取性好处。在美国，性骚扰是歧视形式，触犯了《1964年民权法案》第七款。法律和社会对性骚扰的定义因文化的不同而不同。性骚扰包括大量普遍的行为，包括看似温和的冒犯到严重的虐待形式，以及其它与性侵犯像重合的形式。性骚扰可能包括偷窥、强行约会、色情电话、袭胸、吹口哨、砸吧嘴、性歧视、播放色情材料、黄笑话、不当搂抱、对他人肢体进行评论、推荐性服务。

### 色狼
词汇色狼是指以性为目的，未经他人允许用手对他人进行触碰、抚摸(包括透过衣物)。

### 家庭暴力
家庭暴力是一种暴力恐吓犯罪。它与性侵犯高度相关。虐待不单单是心理的、物理的、感情的或财物的，而且也可以是性的。有的性虐待征兆与家庭暴力十分类似。

### 近親性侵犯
- 依據中華民國行政院發布的《國情通報》[34]中顯示，2003年全年度至2004年6月臺灣的性侵害案件中，近親性侵犯（親戚與家屬）約佔7.24%；然而按照勵馨基金會的資料指出，有約近50%的性侵害受害者是近親性侵導致的，顯示在臺灣的近親性侵害受害者因為受到壓力不敢報案的比率約5到8倍間（即黑案）；65%的近親性侵犯受害者，第一次被性侵犯的年齡在12歲以下。

- 根據中華民國衛生福利部的公開資訊[35]：
  - 2010年度性侵害案件中，兩造關係（加害與被害者）為直系血親者約為940人左右；旁系親屬約610人左右，到2017年時，直系親屬為663人，旁系親屬則為541人。可見關係密切的家人近親性侵犯機率相當大；另，從統計表中可以看出，女性對男童近親性侵犯（如母親、阿姨、姑姑）有增加趨勢，與一般認知中的女性為受害者居多漸漸不同[來源請求]。（註：臺灣所指的「性侵害」，已經包含了廣義的性犯罪，非僅為強制性交而已。）

## 心理影响
除了明显的物理创伤之外，强奸、性侵犯创伤情况还包括对所有受害人所造成的长期心理创伤，并不局限于儿童。这些创伤包括：拒绝承认、无助、对性产生反感、愤怒自责、焦虑、噩梦、恐惧、抑郁、痛苦重现、羞耻、找借口、情绪失常、木讷、淫乱、孤独、社交焦虑、信任缺失、精力不集中。成为性侵犯的受害人可能导致创伤后心理压力紧张综合症、成瘾、重性抑郁障碍或产生其它精神病。
家庭和朋友承受的心理创伤包括强烈的复仇愿望，希望能“修复”问题或是度过难关，借口以“这并不算坏事啊。”

## 预防
性骚扰和侵犯可以通过中学大学、职场、教育节目 public （页面存档备份，存于）来进行预防。至少有一些项目为男士联谊会创立“改变行为”。
基于预防强奸的一些研究项目经过科学方式的检验和验证，它们包括：
- 男士项目[41]，也被称作一对四项目，由约翰·福伯特写成。它关注了增强对强奸受害人的关心，鼓励男士作为旁观者对强奸进行干预。出版数据显示高危男士参加男士项目后，相对于没有参加项目的男士性强暴行为减少了40%。参加项目的男士在施行性强暴的过程中相对于控制组来说强度减少了8倍[42]。更多的研究也显示参加男士项目的男士作为旁观者能更加积极主动地干预强奸、帮助受害人[43]其它研究也证实了项目的有效性[37][44][45]。

- 维多利亚·班亚德就加入旁观者撰写了相关资料。它关注的是在危险的境地中旁观者伸出援手的效果。项目包括短暂的同情引导和在未来对干预的恳求。一些研究显示旁观者的干预、帮助受害人可以十分有效地减少强奸问题。[46][47][48]

- 绿点项目由桃乐茜·爱德华写成。项目包括旁观者的积极演讲和同龄人教育。结果显示项目参与人在强奸虚构接受程度上有所降低，增加了旁观者干预程度[49]。

- 加拿大卡尔加里市针对潜在的施虐者发起了公共教育运动。酒吧厕所和公交中心都提醒男士“糟蹋她不性感”和“当他改变主意是不是性”。运动十分有效，其它城市也争风效仿。当告示在全城张贴时，温哥华去年所报道的性侵犯数量下降了10%。这是近年来[何时？]城市性侵犯事件第一次有所下降[50]。

## 范围
联合国根据各国政府警方汇报的资料，发现每年有超过250,000起强奸和强奸未遂案例。 数据涵盖65个国家。

### 美国
美国司法部全美刑事受害人调查称每年受到性侵犯和强奸的平均人数为237,868人(年龄为12或更大)。通过计算可以得出平均每两分钟就有一人遭到性侵犯。
性侵犯受害人为：
年龄
- 15%未满12岁
- 29%年龄在12-17岁之间
- 44%年龄不足18岁
- 80%未满30岁
- 12-34岁为高危年龄段
- 16–19的女生对比总人口遭到强奸，强奸未遂，性侵犯的几率高出4倍。[53]

性别
在2003年 
- 强奸受害人中9／10人是妇女
- 1／6在一生中成为强奸未遂(2.8%)或强奸完成(14.8%)的受害人
- 1770万妇女成为强奸未遂和强奸完成的受害人
- 3%的男士成为强奸或强奸未遂的受害人
- 2003年中，1／10的强奸受害人是男士
- 在美国有，278万男士成为性侵犯或强奸的受害人[54]

影响
- 抑郁几率高出3倍
- 创伤后压力紊乱高出6倍
- 酗酒几率高出13倍
- 吸毒几率高出26倍
- 自杀几率高出4倍[55]

性侵犯报告；
- 平均有60%的性侵犯没有上报
- 只有3%的强奸犯被捕入狱[56]

侵犯人：根据美国司法部门1997年的性侵犯和侵犯者研究：
- 强奸犯的平均年龄为31岁
- 52%的强奸犯是白人
- 22%被捕入狱的强奸犯已婚
- 1995年，未成年人因强奸被捕的占16%，因其它性侵犯被捕的占17%

2001年 
- 11%的强奸案件使用了武器
  - 3%使用了枪支
  - 6%使用匕首
  - 2%使用了其它形式的武器
- 84%的受害人报告称只是受到物理胁迫[57]

根据美国司法部2005年全美犯罪受害人研究
- 有2/3的强奸犯知道受害人
- 73%的性侵犯是由非陌生人所为
- 38%的强奸犯是朋友或熟人
- 28%是密友
- 7%是亲戚[58]

在美国，1987年，一些研究显示1/4的大学女生在一生中或遇到强奸或强奸未遂。这些研究是根据对大学女生的匿名调查得出的，没有上报警方，惟研究調查结果富有争议。
2006年，美国司法部题为“大学女生的性受害”报告称3.1%的本科生在上学中为期6-7个月的时间中在强奸和强奸未遂中幸存，在大学前强奸幸存为10.1%，强奸未遂为10.9%。这些数据没有重叠，数据相加为24.1%，即1/4。
高斯、季迪慈、维希涅夫斯基在1987年出版的研究中在32所大学里调查了约6,000名大学生。他们询问了大量关于行为的问题。在这项研究中，就是否遇到强奸的事情上有15%的大学女生回答“是”。就遇到试图强奸的问题上，有12%的女生回答“是”，加起来等于1/4。
就研究调查对象是否存在撒谎的问题上，高斯、季迪慈、维希涅夫斯基进行了进一步调查。高斯自己承认，许多有关“强奸”的问题有误，导致研究无效。这其中最显著的问题是许多问卷对象在数个问题上作出了“是”回答就被当作有被强奸。在随后的调查中，只有1/22的大学女生在上学阶段遇到了强奸或强奸未遂的问题。
1995年，美国疾病控制与预防中心复制了这些研究的一部分。他们只研究强奸，而非强奸未遂。研究发现138所大学校园中5,000名女大学生（即20%）在一生中有过被强奸的经历。当问起强奸未遂时，比例肯定达到了1/4。
其它研究关注每年强奸案例，有的研究将比例定为5%。例如，莫勒-郭、道戴尔、高斯和韦施乐(2004)  在对全美25,000名大学女生的研究中发现每学期有4.7%的学生经历过强奸或强奸未遂。研究没有关注她们一生中所经历的强奸或强奸未遂事件。类似地，基尔帕特里克、雷斯尼克、鲁杰罗、康诺森提和麦考利(2007)对全美2,000大学女生的研究中发现有5.2%的人每年会经历强奸事件。
其它研究发现全美每年有80,000儿童经历过性虐待。据估算，1/6的美国妇女在一生中经历过性骚扰。由于儿童和监狱强奸的问题，上报的强奸受害人中约有10%是男性。

## 各地相關法規

### 加拿大
性侵犯的定义是在未经允许的情况下与他人发生性接触。同意的定义在第273.1章(1)中“原告自愿发生性行为受到了质疑”。
加拿大刑法第265章为侵犯和性侵犯做了定义。
第271章为“性侵犯”定罪，第272章将“用武器胁迫第三方或造成身体上伤害”定罪，第273章为“严重性侵犯”定罪。

#### 同意定义
性侵犯罪违背了两厢情愿的原则。第273.1章(1)为同意做出定义，第273.1章(2)为特定场合列出了“不同意”情况，而第273.1章(3)称(2)中“不同意”所在的场合不局限与此(即(2)中所述的在一些情况下某种行为被认为是未经许可的，但其它没有说明的情况也可被认定是未经当事人许可的行为。)。性侵犯中“不同意”也出现在第265章(3)，描述了几种局面中行为被认为是未经许可的。2011年，加拿大最高法院在R.起诉J.A.案件当中解释称当事人必须在行为发生时表示同意，而不能以发生行为之前的态度确定。
- “同意”的意义

在第273.1章(1)的第(2)分段和第265(3)分段中，就第271、272、273章而言，“同意”的定义是“原告自愿发生性行为受到了质疑”。
未经允许
(2) 就第271、272、273章而言，未经允许是指
(a) 同意不是由原告做出的，而是由其它人表示的；
(b) 原告没有为行为表示同意的能力；
(c) 被告滥用信任、权力或权威来引诱原告发生行为；
(d) 原告没有使用语言或行为来表示同意；或
(e) 原告用语言或行为表示同意发生行为，但是没有表示行为要继续下去。
第(2)分段中的不限于此
(3)第(2)分段中所有例子中的不同意定义都不应解释为仅限于此。
- 第265(3)章

同意
(3)就本章而言，不同意是指原告表示，或因如下理由没有反抗
(a)原告或他人受到暴力攻击；
(b)对原告或他人进行暴力胁迫；
(c)诈骗；或
(d)使用权势。
根据第265章(4)中被告常常用他以为原告已经同意来为自己辩护，但是这种辩护只能用于当“法官有充分证据，陪审团采纳证据支持辩护，应该让陪审团调查所有证据来确认被告在理解问题上的相关诚信，考虑这种理解是否有合理的存在可能性”； 第273.2章(b)进一步规定被告必须给出合理的解释来确认原告的同意，第273.2章(a)中称如果被告的理解不过是自欺欺人、鲁莽行事或视而不见，那么这种理解不能成为辩护。
- 第265章(4)

被告认为对方已经同意
(4)当被告声称自己认为原告已经同意，自己蒙受不白之冤，法官有充分证据，陪审团表示采纳，证据可以作为辩护时，会让陪审团调查所有相关证据来证明被告的诚信，来考虑这种理解是否存在合理的可能性。
- 对同意的理解不能支持辩护

第273.2章中，在271、272、273段里，被告认为原告对行为表示同意的辩护不被支持是指
(a)被告的理解来自被告的
(i)自欺欺人
(ii)鲁莽或视而不见；或
(b)在当时的情形里，被告没有用合理的方式确定原告已经同意。

### 南非
刑法修正案确定了性侵犯的罪名，代替了习惯法中强暴猥亵罪。“性侵犯”被定义为非法的和未经许可对他人进行故意性侵犯。修正案对“性强暴”的定义包涵了一系列性行为，如各种生殖器接触，包括没有插入或是用嘴来制造的性兴奋。未经允许的行为如插入事实被列为强奸而非性侵犯。
非法和故意诱导他人进行性强暴也被纳入性侵犯当中。修正案也制定了“胁迫性侵犯罪”，即某人胁迫他人对第三人实施性强暴；“胁迫自己进行性侵犯罪”是指某人胁迫他人手淫或是对自己进行性行为。

### 英国

#### 英格兰和威尔士
在英格兰和威尔士，性侵犯是刑事犯罪。在第三章《2003年性侵犯法》中规定“性侵犯”是当某人(甲)

1. 故意触碰他人(乙)，
2. 故意触碰是性接触，
3. 乙不同意触碰，同时
4. 甲没有理由相信乙表示同意。

这种相信是否合理应该针对所有环节进行确认，包括甲以为乙表示同意的辩解。
第75和76节在本章对这一侵犯加以应用。
根据本章某人被定为有罪—
1. 即决裁定里处以监禁时间不超过6个月，或处以罚款不超过上限，或同时处以两种惩罚；
2. 在循公诉程序定罪中，处以不超过10年的监禁。[71]

##### 同意定义
性侵犯法案中的Section 74 （页面存档备份，存于）解释道“如果他/她自己选择并拥有自由和能力做出选择就是同意。”
Section 75 （页面存档备份，存于）理清了同意的意义
75证据对同意的推断

(1)如果在侵犯过程中得以证明，本章节即可应用—
(a)被告实施了相关行为，
(b)第(2)分段中的情形出现，并且
(c)被告知道这些情形出现，原告在没有表示同意的情况下被迫接受了相关行为，除非有足够证据证明同意是存在的，被告没有足够理由相信原告表示同意，除非有足够证据能证明他有理由相信对方同意。

(2)情形为—
(a)在相关行为实施时或实施前，任何人对原告使用暴力胁迫或使原告感到恐慌，害怕受到打击；
(b)在相关行为实施时或实施前，任何人对第三者使用暴力胁迫或使原告感到恐慌，害怕第三者受到打击；
(c)在相关行为的实施过程中原告而非被告被非法拘禁；
(d)在行为实施时，原告正处在睡眠过程中，或是失去意识；
(e)由于原告的物理残疾，在相关行为实施时，原告没有能力向被告表示许可；
(f)在相关行为实施时，任何人对原告喂食或造成原告摄取某种物质，导致原告眩晕或昏迷。

(3)在第(2)分段的(a)和(b)中，实施行为前是指行为开始实施之前，但是属于一系列性行为之内。

#### 北爱尔兰
性侵犯是犯罪行为，由性侵犯2008年令第七条规定。性侵犯被定义为：

性侵犯
(1) 某人(甲)犯罪，如果—
(a) 他故意触碰别人(乙),
(b) 故意触碰是以性为目的的，
(c) 乙不同意触碰，而且
(d) 甲没有理由相信乙表示同意。

#### 苏格兰
性侵犯是刑事犯罪。是由《2009年性侵犯法案》定罪。性侵犯的定义如下：

性侵犯
(1)如果某人(“甲”)—
(a)没有得到他人(“乙”)的同意，并且
(b)没有理由相信乙同意
实施了第(2)分段所提到的事情，甲便构成了侵犯，即性侵犯。
(2)这些事情包括甲—
(a)性插入，即以任何方式或任何程度，无论是故意或是无意地插入乙的阴部、肛门或是口腔，
(b)故意或无意地以性的方式触碰乙，
(c)实施其它性行为，其中甲故意或无意地进行物理接触(或是肢体接触、工具或是通过衣物)乙，
(d)故意或无意地将精子射入乙，
(e)故意或无意地将尿液或唾液以性的方式射入乙。

### 美国

#### 德克萨斯州
刑法典第22.011分段(a)中为性侵犯制定了罪名。如下：
(a)某人实施了侵犯，如果他：
(1)故意或有意识地：
(A)未经他人允许，以任何方式插入他人的肛门或性器官；
(B)实施人未经他人允许，将性器官插入他人的口腔；或
(C)未经允许，将他人的性器官接触或插入第三者的口腔、肛门或性器官，包括实施者自己；或
(2)故意或有意识地：
(A)以任何方式插入儿童的肛门或性器官；
(B)实施者将性器官插入儿童的口腔或；
(C)使儿童的性器官接触或插入第三者的口腔、肛门或性器官，包括实施者自己；
(D)使儿童的肛门接触第三者的口腔、肛门或性器官，包括实施者自己；或
(E)使儿童的口腔接触第三者的肛门或性器官，包括实施者自己。

### 印度
要求訂定新法規來處死12歲以下的兒童性侵犯求處死刑。

### 日本
在日本，伊藤詩織被前TBS電視台華盛頓分社社長山口敬之性侵的案子浮出水面後，引發社會反應，在2017年6月8日，日本眾議院將百年來未曾變更過的強姦罪修改為強制性交罪，也加重了刑責。然而，暴力和脅迫仍在成罪要件之中。

### 腳註
1. ↑  Peter Cameron, George Jelinek, Anne-Maree Kelly, Anthony F. T. Brown, Mark Little. . Elsevier Health Sciences. 2011: 658  [December 30, 2017]. ISBN 978-0702049316. （原始内容存档于2021-01-22）.
2. ↑  . Womenshealth.gov. January 2005  [2014-09-29]. （原始内容存档于2014-10-27）.
3. ↑  Assault, Black's Law Dictionary, 8th Edition. See also Ibbs v The Queen, High Court of Australia, 61 ALJR 525, 1987 WL 714908 (sexual assault defined as sexual penetration without consent); Sexual Offences Act 2003 Chapter 42 s 3 Sexual assault (United Kingdom), (sexual assault defined as sexual contact without consent), and Chase v. R. 1987 CarswellNB 25 (Supreme Court of Canada) (sexual assault defined as force without consent of a sexual nature)
4. ↑   (PDF). Department of Justice/justice.gov.nt.ca.   [November 24, 2013]. （原始内容 (PDF)存档于2014年4月18日）.
5. ↑  .   [2014-09-29]. （原始内容存档于2019-04-03）.
6. ↑  . UN Women – Headquarters. 2024-11-25  [2025-03-26]. （原始内容存档于2025-05-15） （英语）.
7. 1 2  . Rape, Abuse & Incest National Network.   [18 January 2010]. （原始内容存档于2016-04-05）.
8. ↑  . Ncvc.org.   [2011-12-09]. （原始内容存档于2012-07-20）.
9. ↑  Roberts, Albert R.; Ann Wolbert Bergess; CHERYL REGEHR. . Sudbury, Mass: Jones & Bartlett Publishers. 2009: 228. ISBN 978-0-7637-7210-9.
10. ↑  Krantz, G.; Garcia-Moreno, C. . Journal of Epidemiology & Community Health. 2005, 59 (10): 818–21. PMC 1732916 . PMID 16166351. doi:10.1136/jech.2004.022756.
11. ↑  . Metropolitan Police Service.   [18 January 2010]. （原始内容存档于2017-01-26）.
12. ↑  Abbey, Antonia; Beshears, Renee; Clinton-Sherrod, A. Monique; McAuslan, Pam. . Psychology of Women Quarterly. 2004, 28 (4): 323–32. doi:10.1111/j.1471-6402.2004.00149.x.
13. ↑  Kaufman, A; Divasto, P; Jackson, R; Voorhees, D; Christy, J. . The American journal of psychiatry. 1980, 137 (2): 221–3. PMID 7352580.
14. ↑  YING HUI TAN, Barrister. . The Independent (London). 12 January 1993  [27 October 2010]. （原始内容存档于2015-09-25）.
15. ↑  香港東方日報報導: 狎三級片女模經理上訴獲減刑 https://orientaldaily.on.cc/archive/20090304/new/new_a59cnt.html （页面存档备份，存于） / https://www.ilovenewshk.com/post/梁智基14年前非禮刑事案件 （页面存档备份，存于）
16. 1 2  . Medline Plus. U.S. National Library of Medicine,. 2008-04-02  [2014-10-01]. （原始内容存档于2018-12-25）.
17. ↑  . American Psychologist. 1999, 54 (8): 586–93. PMID 10453704. doi:10.1037/0003-066X.54.8.586. 简明摘要 – APA PsycNET (2008-05-07). Abuse, sexual (child): generally defined as contacts between a child and an adult or other person significantly older or in a position of power or control over the child, where the child is being used for sexual stimulation of the adult or other person
18. ↑  Martin, Judy; Anderson, Jessie; Romans, Sarah; Mullen, Paul; O'Shea, Martine. . Child Abuse & Neglect. 1993, 17 (3): 383–92. PMID 8330225. doi:10.1016/0145-2134(93)90061-9.
19. ↑  . the NSPCC.   [2011-12-09]. （原始内容存档于2012-02-07）.
20. ↑  Roosa, MW; Reinholtz, C; Angelini, PJ. . Journal of abnormal child psychology. 1999, 27 (1): 65–76. PMID 10197407.
21. ↑  Widom, CS. . The American journal of psychiatry. 1999, 156 (8): 1223–9. PMID 10450264.
22. ↑  Levitan, Robert D.; Rector, Neil A.; Sheldon, Tess; Goering, Paula. . Depression and Anxiety. 2003, 17 (1): 34–42. PMID 12577276. doi:10.1002/da.10077.
23. ↑  Messman-Moore, T. L.; Long, P. J. . Journal of Interpersonal Violence. 2000, 15 (5): 489–502. doi:10.1177/088626000015005003.
24. ↑  Dinwiddie, S.; Heath, A. C.; Dunne, M. P.; Bucholz, K. K.; Madden, P. A. F.; Slutske, W. S.; Bierut, L. J.; Statham, D. B.; Martin, N. G. . Psychological Medicine. 2000, 30 (1): 41–52. PMID 10722174. doi:10.1017/S0033291799001373.
25. 1 2 3  Courtois, Christine A. . W. W. Norton & Company. 1988: 208. ISBN 0-393-31356-5.
26. 1 2  Julia Whealin, Ph.D. . National Center for Post Traumatic Stress Disorder, US Department of Veterans Affairs. 2007-05-22. （原始内容存档于2009-07-30）.
27. ↑  David Finkelhor.  (PDF). The Future of Children. 1994,. (1994) 4(2): 31-53  [2014-10-01]. （原始内容存档 (PDF)于2008-10-13）.
28. ↑  . Unh.edu.   [2011-12-09]. （原始内容存档于2013-08-23）.
29. ↑  . Unh.edu.   [2011-12-09]. （原始内容存档于2011-11-26）.
30. ↑  Gorey, Kevin M.; Leslie, Donald R. . Child Abuse & Neglect. 1997, 21 (4): 391–8. PMID 9134267. doi:10.1016/S0145-2134(96)00180-9.
31. 1 2 3 4  Pennsylvania Coalition Against Rape http://www.pcar.org/about-sexual-violence/stats?cat=Child+Sexual+Abuse （页面存档备份，存于）
32. ↑  Paludi, Michele Antoinette; Barickman,. . SUNY Press. 1991: 2–5. ISBN 0-7914-0829-9.
33. ↑  Dziech et al. 1990, Boland 2002
34. ↑  .   [2014-11-29]. （原始内容存档于2021-01-16）.
35. ↑  統計處. . 統計處. 2016-08-04  [2019-03-16]. （原始内容存档于2021-01-18）.
36. ↑  Smothers, Melissa Kraemer; Smothers, D. Brian. . Journal of Child Sexual Abuse. 2011, 20 (6): 708–27. PMID 22126112. doi:10.1080/10538712.2011.622355.
37. 1 2 3  Foubert, John D. . Journal of American College Health. 2000, 48 (4): 158–63. PMID 10650733. doi:10.1080/07448480009595691.
38. ↑  Vladutiu, C. J.; Martin, S. L.; Macy, R. J. . Trauma, Violence, & Abuse. 2010, 12 (2): 67–86. PMID 21196436. doi:10.1177/1524838010390708.
39. ↑  Yeater, E; O'Donohue, W. . Clinical Psychology Review. 1999, 19 (7): 739–71. PMID 10520434. doi:10.1016/S0272-7358(98)00075-0.
40. ↑  Garrity, Stacy E. . Journal of Forensic Nursing. 2011, 7 (1): 40–8. PMID 21348933. doi:10.1111/j.1939-3938.2010.01094.x.
41. ↑  Foubert, John. . New York: Routledge. 2011. ISBN 978-0-415-88105-0.[页码请求]
42. ↑  Foubert, John D.; Newberry, Johnathan T; Tatum, Jerry. . Journal of Student Affairs Research and Practice. 2008, 44 (4). doi:10.2202/1949-6605.1866.
43. ↑  Langhinrichsen-Rohling, J.; Foubert, J. D.; Brasfield, H. M.; Hill, B.; Shelley-Tremblay, S. . Violence Against Women. 2011, 17 (6): 743–59. PMID 21571743. doi:10.1177/1077801211409728.
44. ↑  Foubert, J. D.; Godin, E. E.; Tatum, J. L. . Journal of Interpersonal Violence. 2009, 25 (12): 2237–57. PMID 20040715. doi:10.1177/0886260509354881.
45. ↑  Foubert, John D.; Cremedy, Brandynne J. . Sex Roles. 2007, 57: 137–44. doi:10.1007/s11199-007-9216-2.
46. ↑  Banyard, Moynihan & Plante, 2007[需要完整来源]
47. ↑  Banyard, Plante & Moynihan, 2004[需要完整来源]
48. ↑  Banyard, Ward, Cohn, Plante, Moorhead, & Walsh, 2007[需要完整来源]
49. ↑  Coker, Cook-Craig, Williams, Fisher, Clear, Garcia & Hegge, 2011[需要完整来源]
50. ↑  .   [2014-10-01]. （原始内容存档于2017-12-21）.[需要完整来源]
51. ↑  . United Nations : Office on Drugs and Crime.   [2025-03-26] （英语）.
52. ↑  . rainn.org.   [2025-03-26]. （原始内容存档于2021-12-28）.
53. ↑  . rainn.org.   [2025-03-26]. （原始内容存档于2025-05-13）.
54. ↑  . rainn.org.   [2025-03-26]. （原始内容存档于2025-05-13）.
55. ↑  . rainn.org.   [2025-03-26]. （原始内容存档于2025-05-13）.
56. ↑  . rainn.org.   [2025-03-26]. （原始内容存档于2025-05-13）.
57. ↑  . rainn.org.   [2025-03-26]. （原始内容存档于2025-05-14）.
58. ↑  . rainn.org.   [2025-03-26]. （原始内容存档于2025-05-14）.
59. 1 2  .   [2014-10-01]. （原始内容存档于2013-10-30）.
60. ↑  Fisher, Cullen & Turner, 2006[需要完整来源]
61. ↑  Koss, Mary P.; Gidycz, Christine A.; Wisniewski, Nadine. . Journal of Consulting and Clinical Psychology. 1987, 55 (2): 162–70. PMID 3494755. doi:10.1037/0022-006X.55.2.162.
62. ↑  Douglas, Kathy A.; Collins, Janet L.; Warren, Charles; Kann, Laura; Gold, Robert; Clayton, Sonia; Ross, James G.; Kolbe, Lloyd J. . Journal of American College Health. 1997, 46 (2): 55–66. PMID 9276349. doi:10.1080/07448489709595589.
63. ↑  Mohler-Kuo, M; Dowdall, GW; Koss, MP; Wechsler, H. . Journal of studies on alcohol. 2004, 65 (1): 37–45. PMID 15000502.
64. ↑  Kilpatrick, Dean; Resnick, Heidi; Ruggiero, Kenneth; Conoscenti, Lauren M.; McCauley, Jenna. . U.S. Department of Justice. July 2007. （原始内容存档于2013年12月3日）.[页码请求]
65. ↑  Bonnar-Kidd, Kelly K. . American Journal of Public Health. 2010, 100 (3): 412–9. PMC 2820068 . PMID 20075329. doi:10.2105/AJPH.2008.153254.
66. ↑  Tjaden, Patricia; Thoennes, Nancy. . National Institute of Justice & Centers for Disease Control & Prevention. November 1998  [2014-10-19]. （原始内容存档于2013-02-19）.
67. ↑  cf. U.S. Department of Justice. 2003 National Crime Victimization Survey. 2003.[页码请求]
68. 1 2  . Laws.justice.gc.ca.   [2011-12-09]. （原始内容存档于2011-11-09）.
69. ↑  Mike Blanchfield. . The Toronto Star. 27 May 2011  [27 May 2011]. （原始内容存档于2021-03-08）.
70. ↑  Criminal Law (Sexual Offences and Related Matters) Amendment Act, No. 32 of 2007 的存檔，存档日期2011-06-29., sections 1–7.
71. ↑  "Sexual Offences Act 2003." UK Legislation. The National Archives, 2003. Web. <http://www.legislation.gov.uk/ukpga/2003/42/section/3 （页面存档备份，存于）>.
72. ↑  . Legislation.gov.uk. 2011-05-26  [2011-08-01]. （原始内容存档于2011-11-14）.
73. ↑  . Legislation.gov.uk. 2011-05-26  [2011-08-01]. （原始内容存档于2011-07-29）.
74. ↑  . Statutes.legis.state.tx.us.   [2011-08-01]. （原始内容存档于2011-08-10）.
75. ↑  2018/04/23/sexual-assault-to-children-finally-turns-into-death-penalty-in-india/_印度對性侵犯加重刑罰！批准行政命令性侵 12 歲以下兒童將獲得死刑 Posted on 2018/04/23  UP Media
76. ↑  . womany.net. 2018-10-26  [2019-03-31]. （原始内容存档于2020-11-28） （中文（臺灣））.

### 文獻
- Wishart, Guy. . The Journal of Adult Protection. 2003, 5 (3): 14. doi:10.1108/14668203200300021.